# 1827年の相撲
1827年の相撲（1827ねんのすもう）は、1827年の相撲関係のできごとについて述べる。

## 興行
- 3月場所（江戸相撲）[1]
  - 興行場所:芝神明社内
  - 4月8日（旧3月13日）より晴天10日間興行
    - 7日目までで打ち切り。
- 6月場所（大坂相撲）[1]
  - 興行場所:難波新地
  - 6月28日（旧6月5日）より晴天10日間興行
- 11月場所（江戸相撲）[2]
  - 興行場所:本所回向院
  - 12月24日（旧11月7日）より晴天10日間興行
    - 5日目までで打ち切り。